# A Modern Highwayman
A Modern Highwayman est un film muet américain réalisé par Otis Turner et sorti en 1912.

## Fiche technique
- Titre : A Modern Highwayman
- Réalisation : Otis Turner
- Scénario : Otis Turner
- Producteur : Carl Laemmle
- Société de production : Independent Moving Pictures Co. of America
- Société de distribution : Motion Picture Distributors and Sales Company
- Pays d'origine :  États-Unis
- Langue : Anglais
- Format : Noir et blanc — 35 mm — 1,33:1 — Muet
- Genre : Film dramatique
- Durée :
- Dates de sortie : 
  -  États-Unis : 19 février 1912

## Distribution
- King Baggot : Noah Prescott
- William Robert Daly : William Steele
- William E. Shay